# آنتوان لاتور
آنتوان لاتور (فرانسوی: Antoine Latorre‎; ۱ اوت ۱۹۱۵ – ۱۲ ژوئن ۲۰۰۱) دوچرخه‌سوار اهل فرانسه بود.